# Вохидов, Асрор Акрамович
Асрор Акрамович Вохидов (20 октября 1995, Исфара) — таджикистанский боксёр-любитель, выступающий в весовых категориях до 52 кг и до 56 кг. Серебряный призёр чемпионата Таджикистана 2015 года, чемпион мира среди юношей 2011 года. Мастер спорта Таджикистана международного класса.

## Биография
Занимается боксом в родном городе у тренера Додобека Фатхуллоева. На внутренних соревнованиях представляет Согдийскую область.
В 2011 году на чемпионате мира среди юношей в Астане одержал победу в весовой категории до 48 кг, победив в финале россиянина Владислава Красношеина. Также в 2011 году стал чемпионом Таджикистана среди юношей. По итогам 2011 года признан лучшим юным боксёром мира по версии Международной федерации любительского бокса.
В 2013 году участвовал в летней Универсиаде в Казани, выступал в категории до 52 кг. В 1/8 финала победил техническим нокаутом Куок Вай Ао Иён из Макао, а в четвертьфинале уступил будущему победителю Энхделгер Хархуу из Монголии.
Принимал участие в летних Азиатских играх 2014 года в Инчхоне в составе сборной Таджикистана, а в 2015 году участвовал в соревнованиях Кубка мира.
В 2015 году стал серебряным призёром чемпионата Таджикистана среди взрослых в категории до 56 кг, уступив в финале Оразу Авзалшоеву из Бадахшана.